# Преч Зогай
Преч Зогай (алб. Preç Zogaj; нар. 5 грудня 1957, Лежа) — албанський письменник, поет і політичний діяч.
Він вивчав албанську мову та літературу в Університеті Тирани. Зогай працював як журналіст і видавець. Писав для журналів Drita, Koha Jone, Shekulli, Republika, Spekter і Nentori.
У 1990 році став одним з провідних фігур у формуванні демократичної опозиції. У цей же час Зогай був обраний головою Албанської асоціації журналістів. У червні 1991 року він став першим некомуністичним міністром культури. З 1992 року посварився з Салі Берішою, після чого був обраний генеральним секретарем партії Демократичний альянс. У 2000 році протягом короткого періоду був міністром без портфеля в уряді Іліра Мети. У албанському парламенті виступав як голова Комісії з питань закордонних справ і торгівлі.
Його перші роботи були опубліковані у 1991 році. Зогай є автором збірки віршів і коротких прозових творів. Твори Зогая були перекладені на французьку та італійську мови. У 2015 році видав спогади Fillimet, присвячені витокам своєї політичної діяльності.